# ماركوس دي نيزا
ماركوس دي نيزا هو ناسك فرانسيسكاني ولد في نيس حوالي العام 1495 وذهب إلى أمريكا عام 1531 وكان قد بشر لمذهبه بتعصب في البيرو وغواتيمالا والمكسيك وتم اختياره ليستكشف المناطق شمال سونورا التي تكلم دي فاكا عن ثروتها، وكان قد سبقه استيفانيكو فرحل ماركوس من كوليكان في مارس 1539 وعبر جنوب غرب أريزونا ثم زوني نحو مدن سيبولا السبعة وعاد إلي كوليكان في سبتمبر وكان قد رآها من بعيد وقال أنها في مثل حجم مكسيكو سيتي والذي ربما يكون صحيحا. لكنه وضع الكثير من الاشاعات في تقريره المسمى اسكتشاف المدن السبعة (بالإسبانية: Descubrimiento de las siete ciudades)‏، ثم رافق كورونادو في رحلته الشهيرة نحو زوني، لكن الرحلة كانت مخيبة. عين كأسقف للفرانسيسكان في المكسيك وشارك في رحلة ثانية ثم عاد إلى العاصمة حيث مات يوم 25 مارس 1558. يعتبر كتابه من أفضل مذكرات الرحالة حيث استشهد به كتاب مثل باتشيكو وهالكويت وراموزيو وتيرنو-كومبان وغبيره.